# Доходный дом Е. Я. Костина
Доходный дом купца Костина — строение, которое находится по адресу улица Суворова, 29/37,пр. Чехова в Ростове-на-Дону. В конце XIX века — в начале XX века этот дом принадлежал купцу Ефиму Яковлевичу Костину. Дом относится к числу памятников монументального искусства, истории и архитектуры регионального значения.

## История
Дом построили в конце XIX века. До 1917 года находился по адресу Малая-Садовая 37/35, пр. Малый. Кроме доходного дома, собственностью купца был также маслобойный завод. Домом он владел сам, а помещением, в котором располагалось производство, вместе со своей женой Домной Ивановной Костиной. У супругов было трое сыновей: Василий Костин был хозяином магазина, в котором велась торговля пряниками, Степан заведовал маслобойным заводом, а Филипп был служащим канцелярии первого полицейского участка города. Доходный дом купца Ефима Яковлевича Костина согласно Дополнению 1 Постановления Администрации Ростовской области от 09.10.1998 года № 411 был отмечен как памятник истории и культуры местного значения и стал охраняться законом.

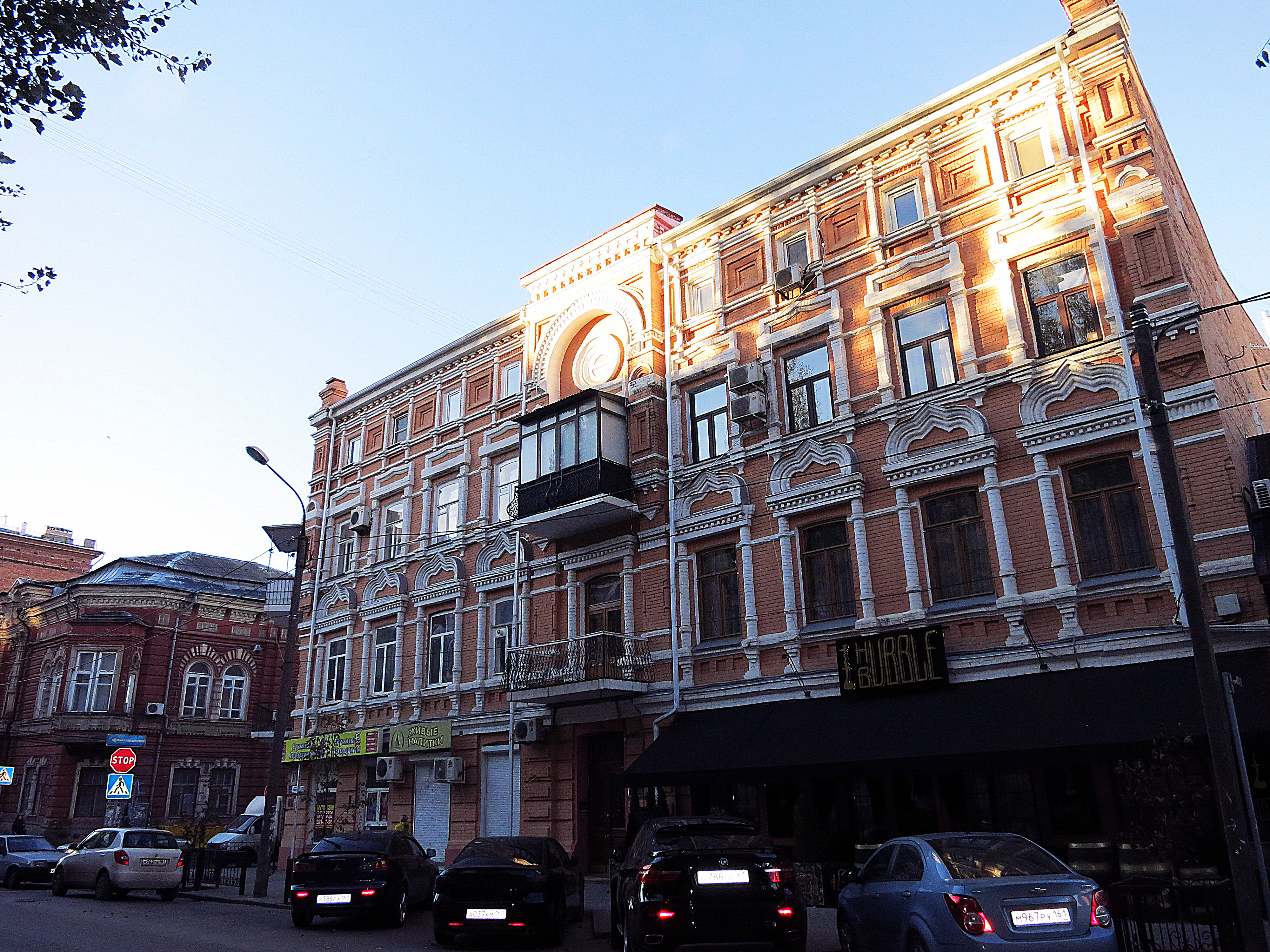
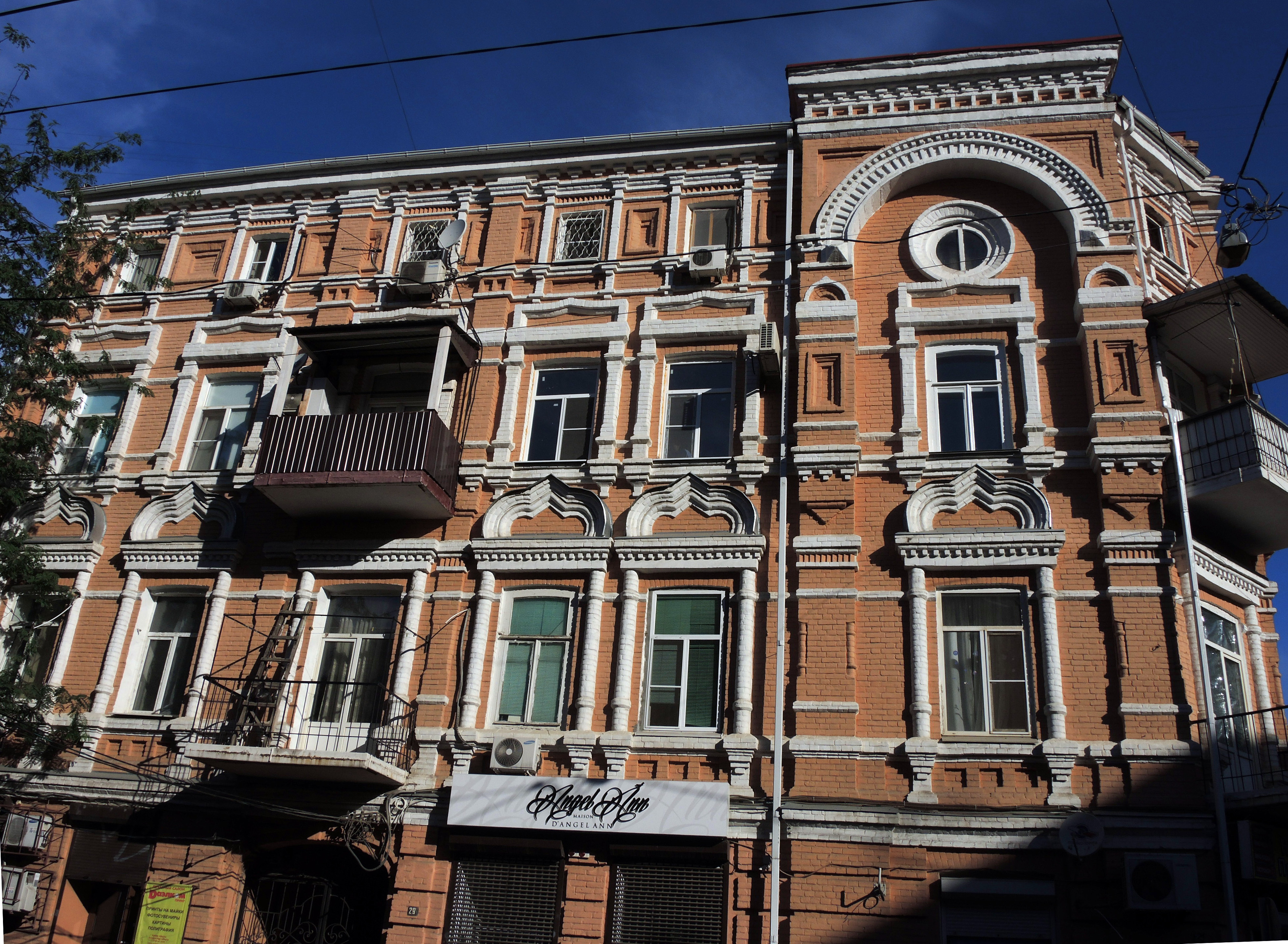

## Описание
Дом четырехэтажный. Сохранился до наших времен. В XXI столетии проходили реставрационные работы, во время которых был улучшен и изменен вид парадного фасада строения, для этого использовался кирпич и другие материалы.